# Atletika na Letních olympijských hrách 1972 – 100 metrů muži
 Běh na 100 metrů mužů na Letních olympijských hrách 1972 se uskutečnil ve dnech 31. srpna a 1. září na Olympijském stadionu v Mnichově. Vítězem se stal reprezentant Sovětského svazu Valerij Borzov, stříbrnou medaili získal Američan Robert Taylor a bronz Jamajčan Lennox Miller.

## Výsledky finálového běhu
| *                | jméno              | země                   | čas   |
| ---------------- | ------------------ | ---------------------- | ----- |
| Zlatá medaile    | Valerij Borzov     | Sovětský svaz          | 10,14 |
| Stříbrná medaile | Robert Taylor      | Spojené státy americké | 10,24 |
| Bronzová medaile | Lennox Miller      | Jamajka                | 10,33 |
| 4                | Alexandr Korneljuk | Sovětský svaz          | 10,36 |
| 5                | Michael Fray       | Jamajka                | 10,40 |
| 6                | Jobst Hirscht      | Západní Německo        | 10,40 |
| 7                | Zenon Nowosz       | Polsko                 | 10,46 |
| 8                | Hasely Crawford    | Trinidad a Tobago      | DNF   |